# Stygocyathura mexidos
Stygocyathura mexidos là một loài chân đều trong họ Anthuridae. Loài này được Botosaneanu miêu tả khoa học năm 2008.